# James Grierson
Pour les articles homonymes, voir Grierson.
James Moncrieff Grierson, né le 27 janvier 1859 et mort le 17 août 1914, est un militaire britannique.
Il meurt d'un anévrisme aortique dans un train près d'Amiens. Sir Horace Smith-Dorrien le remplace au commandement du IIe Corps.

## Distinctions
- Chevalier de grâce du Très vénérable ordre de Saint-Jean (KStJ - 1896)[1]
- Compagnon de l'Ordre de Saint-Michel et Saint-Georges (CMG - 1902)[2]
- Commandeur de l'Ordre royal de Victoria (CVO - 1904)[3]
- Chevalier commandeur de l'Ordre du Bain (KCB - 1911)
- Ordre de Sainte-Anne 2e classe (Russie)
- Commandeur de la Légion d'honneur